# Augusto Donati
Augusto Donati (Modena, 22 aprile 1851 – Milano, 6 agosto 1903) è stato un avvocato italiano.

## Biografia
Augusto Donati nacque da una famiglia numerosa della Comunità Ebraica di Modena: era il minore di sette fratelli ed il padre Lazzaro era morto quando aveva un anno. Il fratello maggiore Salvatore subentrò all'attività di commercio di pelli del padre e del nonno Mandolino, sostenendo la famiglia insieme alla madre Rosina Donati Formiggini.
Studiò legge ed avviò un fiorente studio di avvocato a Milano. Raggiunta una invidiabile posizione economica si dedicò negli ultimi anni della sua vita alla cosa pubblica.
Fu nominato dal Comune di Milano Presidente del Consiglio degli Orfanotrofi Martinitt e Stelline e del Pio Albergo Trivulzio il 12 dicembre 1900, succedendo all'ing. Luigi Mazzocchi. Rimase in carica fino alla sua morte improvvisa il 6 agosto 1903.
Durante la sua presidenza l'ing. Luigi Moretti, responsabile dell'Ufficio Tecnico del Pio Albergo Trivulzio, redasse nel 1901 il primo progetto per la nuova sede lungo la strada per Baggio, poi realizzata su progetto degli ing. Mazzocchi e Formenti tra il 1907 ed il 1910, in quanto la sede in via della Signora non poteva più essere adeguata alle esigenze igienico-sanitarie e l'area era troppo ristretta.
Fu anche presidente della Commissione per l'erogazione dei fondi «pro-Sicilia»
Si sposò con Elena Bianchini da cui ebbe quattro figli.
Augusto Donati fu insignito del titolo di Commendatore dell'Ordine del Regno d'Italia.
La figlia dell'avv. Donati, Lea Bersellini Donati, fece realizzare nel 1903, dopo la morte del padre, due ritratti da fotografia dal noto pittore Emilio Longoni (1859-1932).
I due ritratti furono donati alla Quadreria del Pio Albergo Trivulzio nel 1930 e nel 1956. Un ritratto è esposto nel Museo del Pio Albergo Trivulzio in corso Magenta 57, inaugurato nel gennaio 2009.